# Māhina
Pour les articles homonymes, voir Mahina.
Māhina (ou Mahina) est une commune littorale de la Polynésie française située dans le nord de l'île de Tahiti.

## Géographie

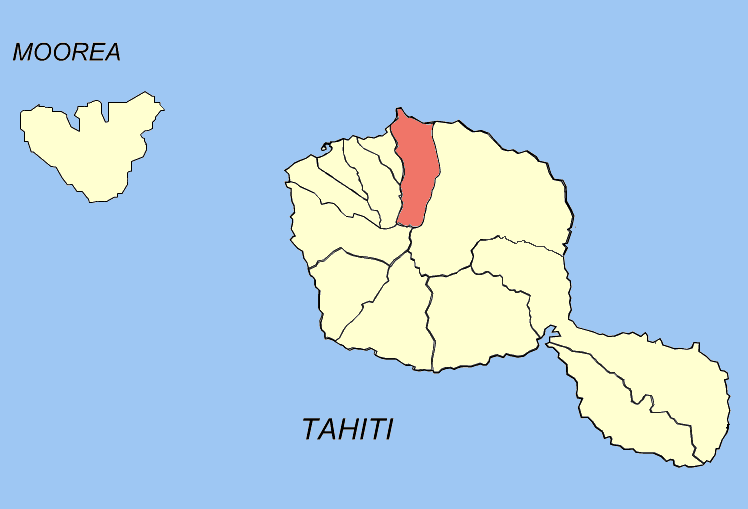
En rouge le territoire communal de Mahina.

La commune abrite de nombreux sites naturels remarquables :
- La baie de Matavai et la pointe Vénus, où débarqua la premier voyage de James Cook pour observer le transit de Vénus du 3 juin 1769 ;
- Les orgues basaltiques de la vallée de la Tuauru[1] ;
- Le mont Orohena, plus haut sommet de Tahiti.

## Toponymie
Māhina s'est appelée successivement ʻŪparu, Haʻavai et Haʻapape avant de prendre le nom de Māhina.
Légende de Māhina Verohuri ʻo te Purutu : Un jour vivait un chef et sa compagne Hina sur le marae Fareroʻi dans la plaine de Māhina. Vint un temps où le chef de Fareroʻi guerroya dans la vallée de Ahonu. Hina resta dans son campement avec sa suite, mais eut envie d’aller se baigner dans la rivière de la vallée de Tuauru.

## Histoire
C'est dans la baie de Matavai, attenante à la pointe Vénus, qu'ont débarqué en 1767 les premiers Européens emmenés par Samuel Wallis, puis les missionnaires protestants anglais envoyés par la London Missionary Society le 5 mars 1797 marquant le début de la christianisation de la Polynésie. Arrivée qui est toujours commémorée chaque année à cette date.
Depuis 1867 le phare de la pointe Vénus balise la pointe extrême-nord de l'île de Tahiti.

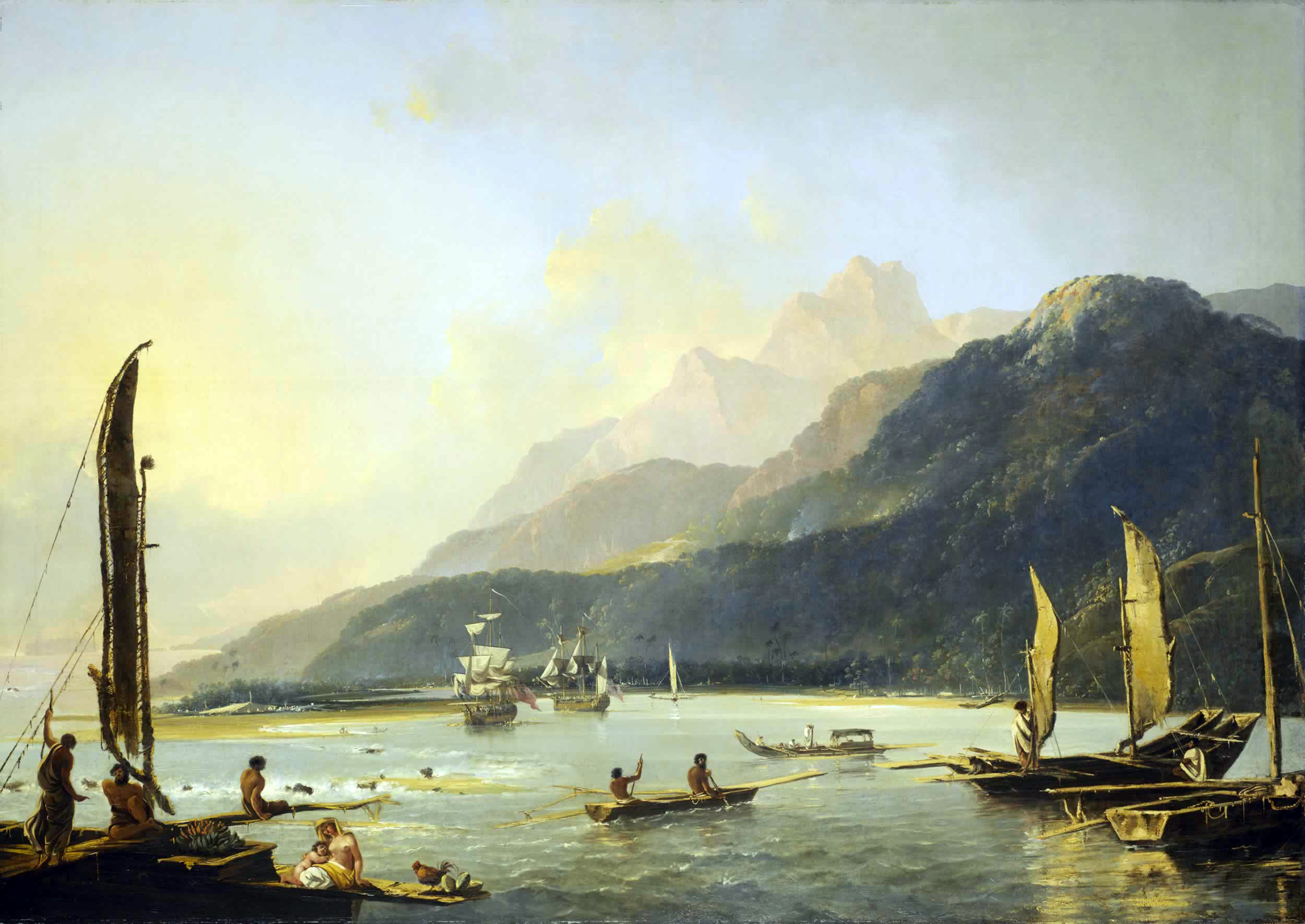
Baie de Matavai lors du deuxième voyage de James Cook, par William Hodges (1774).
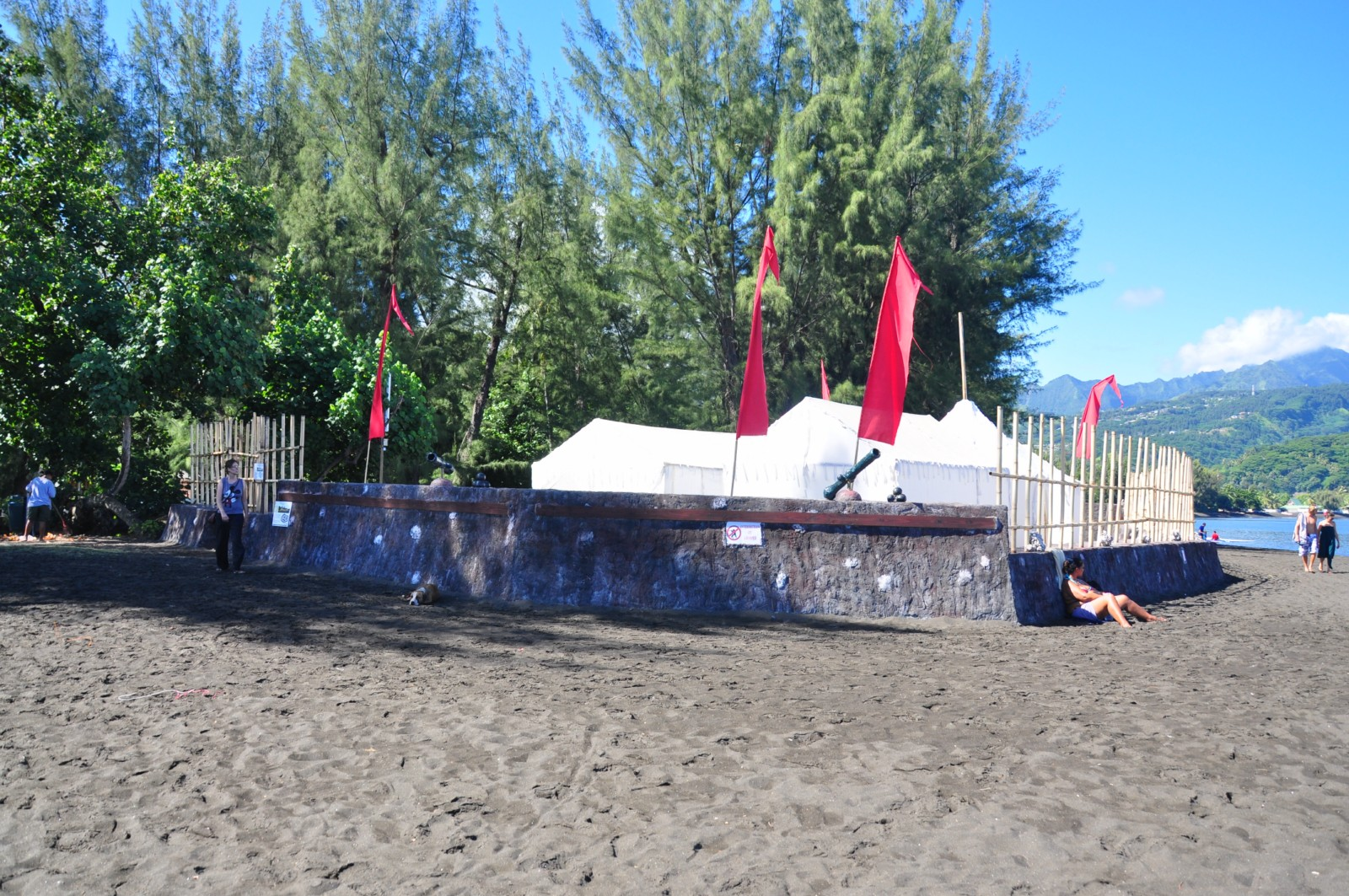
Réplique temporaire du fort érigé par James Cook en 1769.

## Politique et administration

### Administration municipale
La commune est administrée par un conseil municipal de trente-trois membres.

### Liste des maires
| Période                                  | Période       | Identité        | Étiquette                            | Qualité                              |
| ---------------------------------------- | ------------- | --------------- | ------------------------------------ | ------------------------------------ |
| 1977                                     | janvier 2009  | Émile Vernaudon | Ai'a Api                             |                                      |
| janvier 2009                             | février 2009  | Antonio Perez   |                                      | Premier adjoint, maire par intérim   |
| février 2009                             | novembre 2010 | Joël Buillard   | Ai'a Api                             |                                      |
| novembre 2010                            | février 2011  | Vaite Jamet     | O Porinetia to tatou ai'a            | Première adjointe, maire par intérim |
| février 2011                             | août 2015     | Patrice Jamet   | Ia Tura O Mahina (soutenu par l'ATP) |                                      |
| 12 août 2015                             | en cours      | Damas Teuira    | Tapura huiraatira                    |                                      |
| Les données manquantes sont à compléter. |               |                 |                                      |                                      |

Le 12 février 2011, Patrice Jamet, tête de liste de « Ia Tura O Mahina » est élu maire. Il est issu du milieu associatif (A tauturu ia na, association d'aide aux évacués sanitaires de la Polynésie Française). Condamné à dix-huit mois d'inéligibilité, il est remplacé le 12 août 2015 par Damas Teuira à la tête de la mairie.
En 2023, les adjoints au maire sont Frédéric Fritch, Célestine Wong, Warren Dexter, Chantal Kwong, Jacki Vero, Nathalie Bigorgne, Bran Quinquis, Titaua Manafenuaroa et Matani Kainuku.

## Population et société

### Démographie
L'évolution du nombre d'habitants est connue à travers les recensements de la population effectués dans la commune depuis 1971. À partir de 2006, les populations légales des communes sont publiées annuellement par l'Insee, mais la loi relative à la démocratie de proximité du 27 février 2002 a, dans ses articles consacrés au recensement de la population, instauré des recensements de la population tous les cinq ans en Nouvelle-Calédonie, en Polynésie française, à Mayotte et dans les îles Wallis-et-Futuna, ce qui n’était pas le cas auparavant. Pour la commune, le premier recensement exhaustif entrant dans le cadre du nouveau dispositif a été réalisé en 2002, les précédents recensements ont eu lieu en 1996, 1988, 1983, 1977 et 1971.
En 2017, la commune comptait 14 763 habitants, en augmentation de 2,87 % par rapport à 2012
| 1971  | 1977  | 1983  | 1988   | 1996   | 2002   | 2007   | 2012   | 2017   |
| ----- | ----- | ----- | ------ | ------ | ------ | ------ | ------ | ------ |
| 3 200 | 6 524 | 8 954 | 10 323 | 11 640 | 13 472 | 14 369 | 14 351 | 14 763 |

| 2022   | - | - | - | - | - | - | - | - |
| ------ | - | - | - | - | - | - | - | - |
| 14 623 | - | - | - | - | - | - | - | - |

### Urbanisme
De nombreux lotissements ont été bâtis sur les montagnes de Māhina.
Le projet de révision du plan général d’aménagement (PGA) est entré dans sa phase finale. Réunis autour des techniciens du bureau d’étude Pae Tai Pae Uta, des élus de la majorité et de l’opposition étaient à nouveau à l’œuvre (23 novembre 2016).

### Sports
La commune dispose de nombreuses installations sportives, parmi lesquelles le stade municipal de Mahina (qui accueille les clubs de football et de rugby de Māhina).
Vers la plage on peut pratiquer du kitesurf au niveau du motu Martin. À la pointe Vénus, de nombreuses courses de va'a (pirogues) sont organisées. Concernant le surf, la partie est de la commune, peu après Fareroi et jusqu'à Papenoo, la commune voisine, possède un littoral favorablement exposé à la houle de nord, et l'absence de récif à cet endroit offre plusieurs beaux spots en beachbreak : « Ahonu », « Orofara » et « la Source ». Le récif de la pointe Vénus et celui du motu Martin se prêtent à la pratique du surf sur reef.
On peut aussi apercevoir dans cette baie des dauphins ainsi que sur le sable des popoti (cafard de mer) qui surgissent à la marée basse pour se nourrir de petits crustacés.

## Économie
La commune dispose d'une mairie, un bureau de poste, un centre médical, de deux pharmacies, d'une antenne de la Caisse de Prévoyance Sociale (CPS), du service social et du service de l'emploi (SEFI), un dispensaire communal, la gendarmerie nationale, des écoles maternelles et primaires, un centre des jeunes adolescents, un groupe d'aide psycho-pédagogique, un collège, un lycée professionnel. Il y a aussi une station TDF installé. La commune dispose de trois supermarchés (Champion, Super U (ex Vénustar) et Casino (ex Supermarché Mahina)), deux stations-service (Mobil et Shell) et un centre artisanal à la Pointe Vénus.
Mahina a également accueillit un centre du CEA, et le Laboratoire d'étude et de surveillance de l'environnement (LESE) jusqu'en 1993.

## Lieux et monuments
- Le phare de la pointe Vénus

Sa construction commence en 1866 et est confiée au Frère Gilbert Soulié réputé pour son expérience des constructions religieuses (cathédrale de Rikitea en 1841-1848). La tour carrée et les huit étages mesurent 25 mètres de hauteur et sont en pierres de corail. L'inauguration du phare a lieu le 23 avril 1868. Le phare fonctionne d'abord par combustion de gaz sous pression. En 1963, il est rehaussé de 7 mètres puis relié au secteur électrique en 1973.

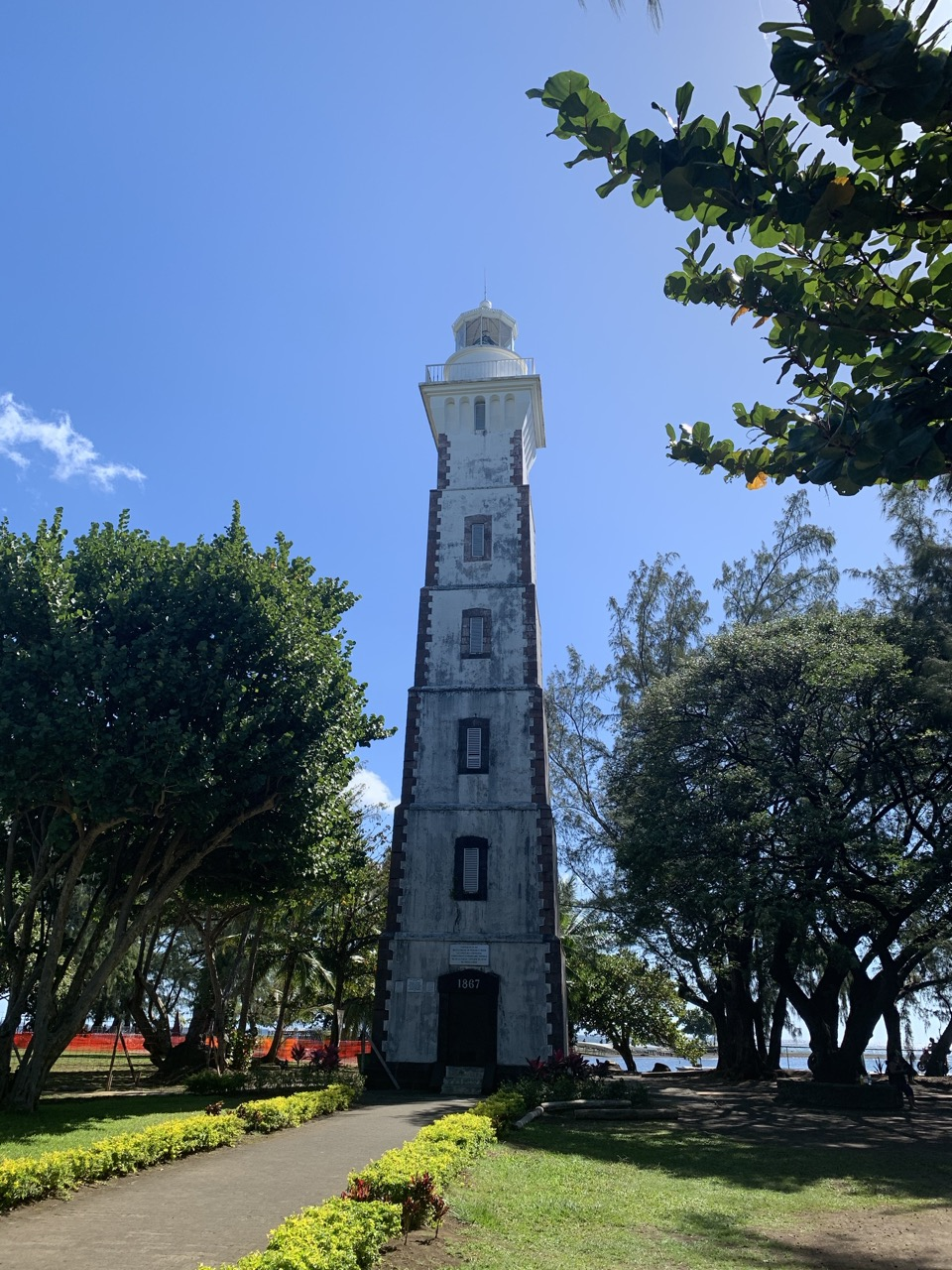
Phare de la Pointe Vénus
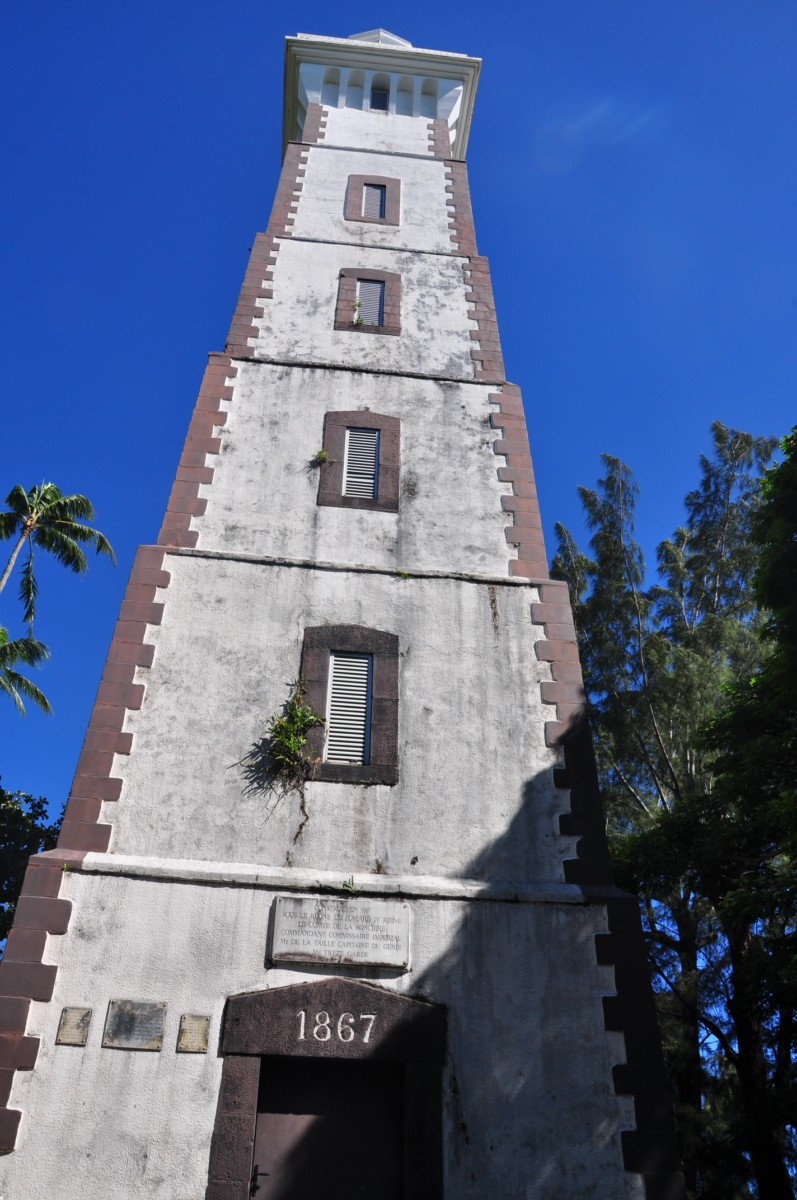
Vue de l'entrée du phare

- La pointe Vénus.
- Le mémorial du Bounty.

Le Bounty mouille dans la baie de Matavai le 26 octobre 1788. Une pierre dressée par les descendants des révoltés de la Bounty rend hommage à l'équipage du bateau parti se réfugier sur les îles Pitcairn.
- Les orgues basaltiques[16] de la vallée de Tūauru.
- La grotte de Monoʻihere[17] près de Orofara.
- Le site de la léproserie de Orofara[18].
- Chapelle Saint-Lazare d'Orofara.
- Église Saint-Paul de Māhina.
- Temple de l'église protestante ma'ohi de Māhina ou Le Temple protestant de Getsemane[19].

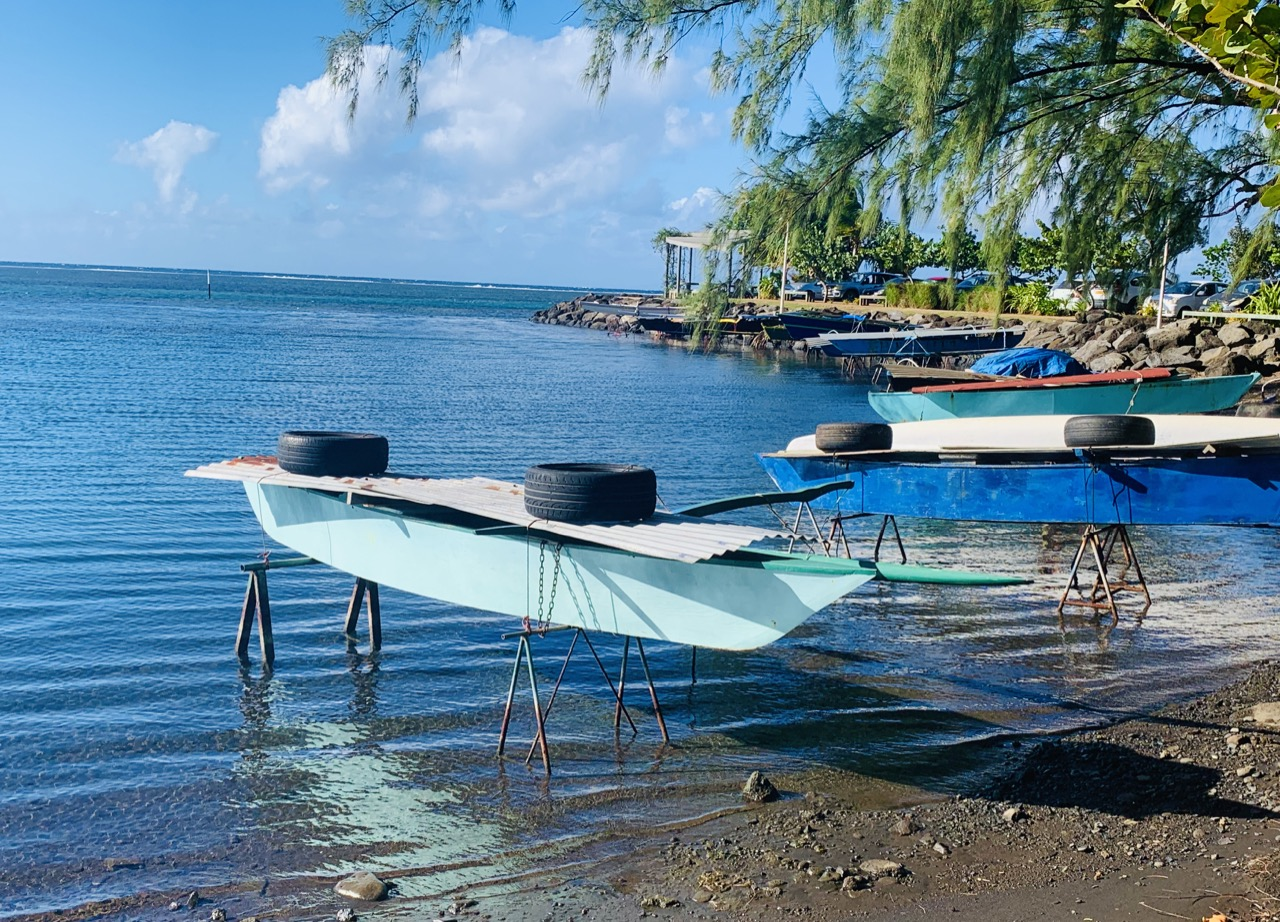
Pirogues dans la baie de Matavai
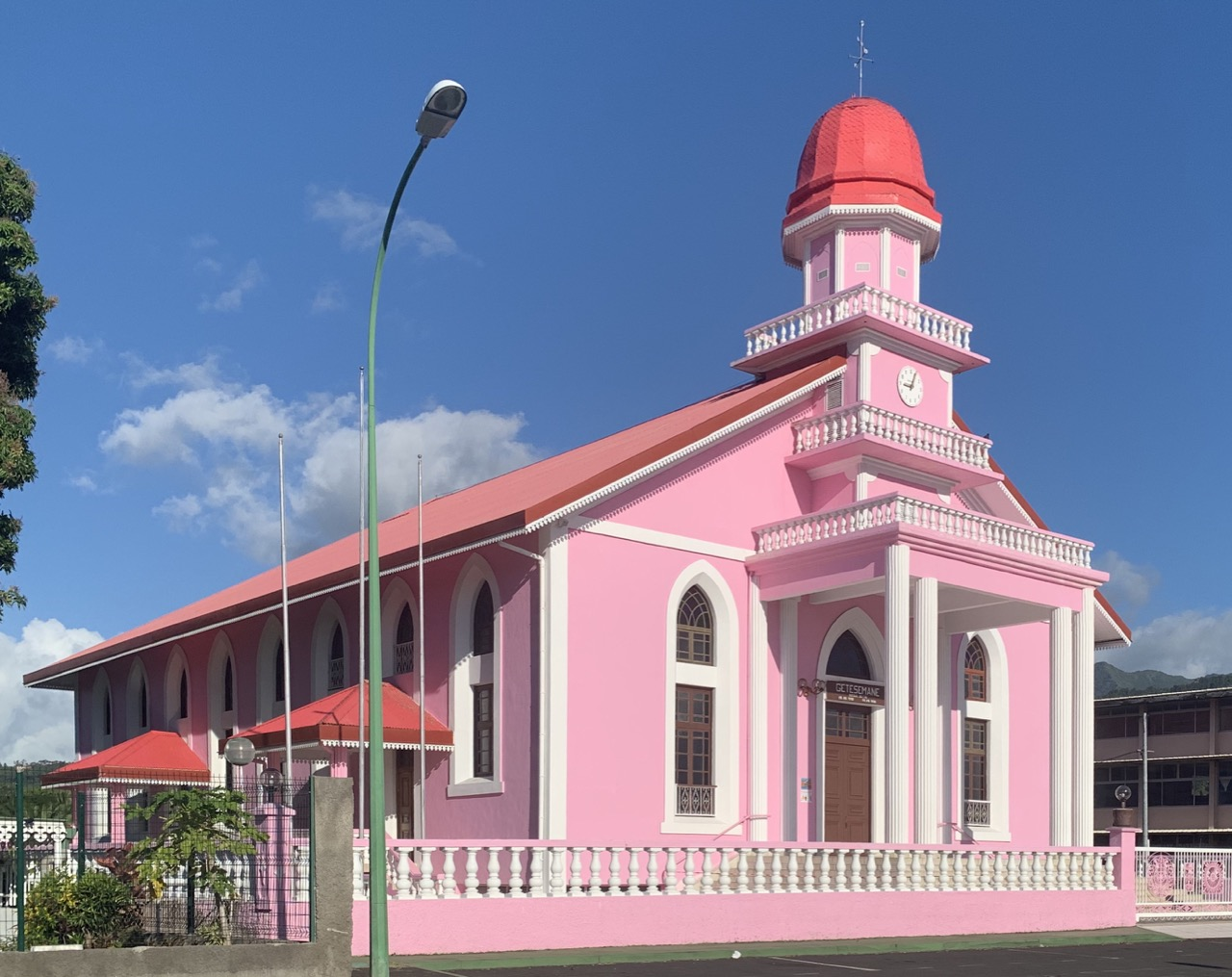
Temple protestant de Getsemane
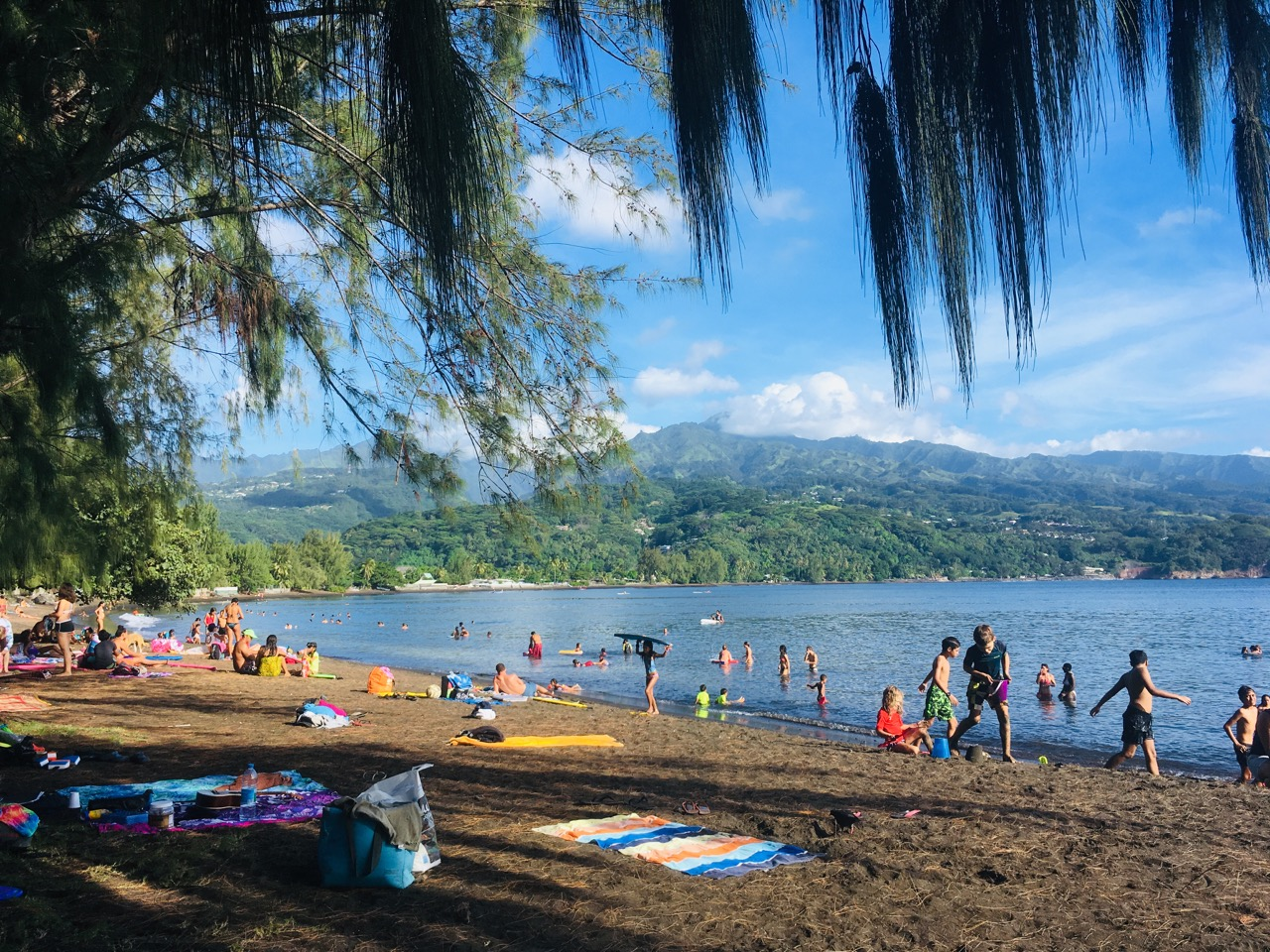
Plage de sable noir à la pointe Vénus
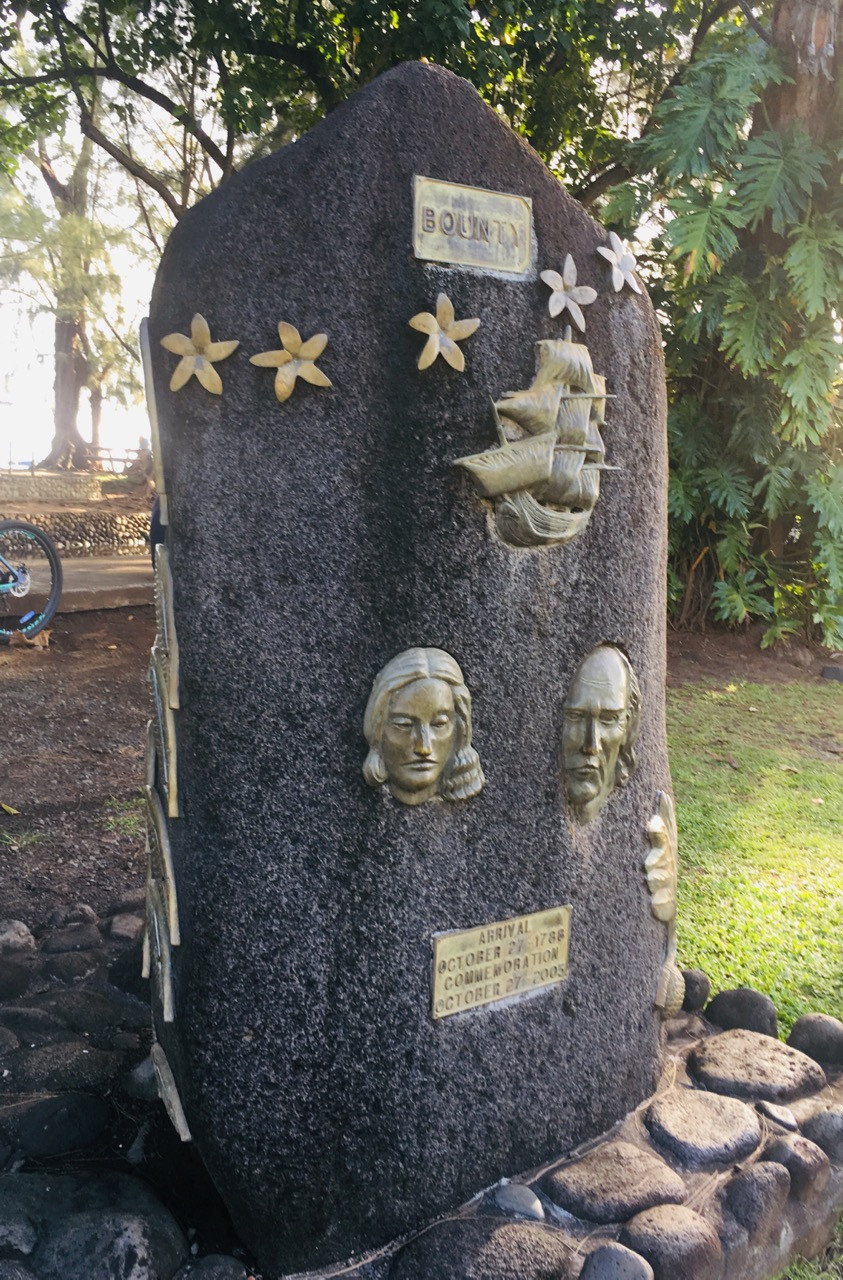
Mémorial du Bounty